# Amar Cekić
Amar Cekić (* 21. Dezember 1992 in München) ist ein deutsch-bosnischer Fußballspieler.

## Karriere
Amar Cekić begann als Jugendlicher mit dem Fußballspielen beim SC Fürstenfeldbruck, über die Jugend der SpVgg Unterhaching wechselte der Mittelfeldspieler 2011 zum FC Ismaning, der in der Bayernliga vertreten war. Zur Saison 2012/13 spielte er in sein Herkunftsland für den FK Kozara Gradiška, ehe er wieder nach Bayern zurückkehrte und für den Regionalligisten FC Unterföhring aktiv war. Seit Sommer 2014 spielt Cekić in Stuttgart in der U-23 von den Stuttgarter Kickers. Sein Profidebüt gab er ein Tag vor seinem Geburtstag, als er am 20. Dezember 2014 beim 2:0-Heimsieg gegen die SG Sonnenhof Großaspach eingewechselt wurde. Nach einer Saison in Stuttgart wechselte er im Sommer 2015 zu Rot-Weiss Essen und unterschrieb dort einen bis 2017 laufenden Vertrag. Mit RW Essen gewann er 2016 den Niederrheinpokal.
Im Sommer 2016 schloss Cekić sich dem Bayernligisten TSV 1865 Dachau an. In Deutschland schloss er sich dem FC Memmingen in der Regionalliga Bayern an.

## Erfolge
- Niederrheinpokalsieger 2016 mit Rot-Weiss Essen
- Meister Regionalliga Bayern 2021 mit 1. FC Schweinfurt 05